# Muránska planina- Stolica
Muránska planina- Stolica este o arie protejată (arie de protecție specială avifaunistică — SPA) din Slovacia întinsă pe o suprafață de 25.796,46 ha, integral pe uscat.

## Localizare
Centrul sitului Muránska planina- Stolica este situat la coordonatele 48°45′37″N 20°00′47″E / 48.760146°N 20.01308°E.

## Înființare
Situl Muránska planina- Stolica a fost declarat arie de protecție specială avifaunistică în iulie 2003 pentru a proteja 7 specii de plante și 42 de specii de animale.

## Biodiversitate
Situată în ecoregiunea alpină, aria protejată conține 33 de habitate naturale: Pajiști alpine și subalpine calcaroase, Peșteri inaccesibile publicului, Fânețe montane, Grohotișuri medio-europene calcaroase, de la nivel colinar și montan, Pajiști panonice carstice (Stipo-Festucetalia pallentis), Păduri de fag Asperulo-Fagetum, Liziere de ierburi înalte hidrofile de câmpie și de nivel montan până la alpin, Mlaștini turboase de tranziție și turbării mișcătoare, Păduri de fag din Europa Centrală dezvoltate pe sol calcaros cu Cephalanthero-Fagion, Turbării active, Tufărișuri subcontinentale peripanonice, Pajiști stepice subpanonice, Grohotișuri silicioase de la nivelul montan până la nivelul zăpezii (Androsacetalia alpinae și Galeopsietalia ladani), Păduri aluvionare cu Alnus glutinosa și Fraxinus excelsior (Alno-Padion, Alnion incanae, Salicion albae), Păduri pe pante, grohotișuri și ravene de Tilio-Acerion, Pante stâncoase silicioase cu vegetație casmofită, Păduri calcicole cu Pinus sylvestris din Carpații Occidentali, Formațiuni de Juniperus communis pe lande sau pajiști calcaroase, Păduri de fag subalpine medio-europene cu Acer și Rumex arifolius, Păduri acidofile de Picea de la nivel montan la nivel alpin (Vaccinio-Piceetea), Pajiști carstice calcaroase sau bazofile, de Alysso-Sedion albi, Lacuri eutrofice naturale cu vegetație de tip Magnopotamion sau Hydrocharition, Mlaștini alcaline, Mlaștini oligotrofe degradate, capabile încă de regenerare naturală, Formațiuni ierboase bogate în specii de Nardus, dezvoltate pe substraturi silicioase în zone montane (și în zone submontane, în Europa continentală), Pajiști uscate seminaturale și facies de acoperire cu tufișuri pe substraturi calcaroase (Festuco-Brometalia) (* situri importante pentru orhidee), Tufărișuri cu Pinus mugo și Rhododendron hirsutum (Mugo-Rhododendretum hirsuti), Păduri de fag Luzulo-Fagetum, Fânețe de joasă altitudine (Alopecurus pratensis, Sanguisorba officinalis), Izvoare petrifiante cu formare de travertin (Cratoneurion), Mlaștini împădurite, Pante stâncoase calcaroase cu vegetație casmofită, Păduri panonice cu Quercus pubescens.
La baza desemnării sitului se află mai multe specii protejate:
- plante (7): clopțelul cu frunze de crin (Adenophora lilifolia), Buxbaumia viridis, Campanula serrata, papucul doamnei (Cypripedium calceolus), Daphne arbuscula, Pulsatilla slavica, Pulsatilla subslavica
- păsări (19): minunița (Aegolius funereus), acvilă de munte (Aquila chrysaetos), cocoșul de mesteacăn (Bonasa bonasia), buha (Bubo bubo), caprimulg (Caprimulgus europaeus), barză neagră (Ciconia nigra), ciocănitoare cu spate alb (Dendrocopos leucotos), ciocănitoare neagră (Dryocopus martius), șoim călător (Falco peregrinus), muscar-gulerat (Ficedula albicollis), muscar (Ficedula parva), ciuvică (Glaucidium passerinum), cocoșul de mesteacăn (Lyrurus tetrix), viespar (Pernis apivorus), codroșul de pădure (Phoenicurus phoenicurus), ciocănitoare de munte (Picoides tridactylus), ciocănitoare verzuie (Picus canus), huhurezul mic (Strix uralensis),  cocoș de munte (Tetrao urogallus)
- amfibieni (2): izvoraș-cu-burta-galbenă (Bombina variegata), Triturus montandoni
- mamifere (16): liliac cârn (Barbastella barbastellus), lupul (Canis lupus), vidră de râu (Lutra lutra), râs eurasiatic (Lynx lynx), șoarece de tatra (Microtus tatricus), liliac cu aripi lungi (Miniopterus schreibersii), liliac cu urechi mari (Myotis bechsteinii), liliac cu urechi de șoarece (Myotis blythii), liliac de iaz (Myotis dasycneme), liliac cărămiziu (Myotis emarginatus), liliac comun (Myotis myotis), liliacul mediteranean cu potcoavă (Rhinolophus euryale), liliacul mare cu potcoavă (Rhinolophus ferrumequinum), liliacul mic cu potcoavă (Rhinolophus hipposideros), popândău (Spermophilus citellus), urs brun (Ursus arctos)
- nevertebrate (5): Cucujus cinnaberinus, Euplagia quadripunctaria, fluturele purpuriu (Lycaena dispar), Pseudogaurotina excellens, Rosalia alpina